# Bergtjärnen (Ströms socken, Jämtland)
Bergtjärnen är en sjö i Strömsunds kommun i Jämtland och ingår i Ångermanälvens huvudavrinningsområde.